# Вулиця Григорія Косинки (Київ)
Ву́лиця Григо́рія Коси́нки — вулиця в Деснянському районі міста Києва, селище Биківня. Пролягає від вулиці Радистів до вулиці Владлена Кузнецова.
Прилучається вулиця Дмитра Захарчука.

## Історія
Вулиця виникла в 2010-ті роки під проектною назвою Проектна 13072. Назва на честь українського письменника Григорія Косинки — з 2017 року.